# Rähdensee
Der Rähdensee östlich von Groß Muckrow in Brandenburg liegt zwischen dem Möschensee im Norden und dem Krügersee im Süden.

## Geografie
Bereits 1665 wurde der See als Stzreden, um 1820 als Szreden See erwähnt, was vermutlich dem niedersorbischen sředny entlehnt ist und mittlere, mittelste bedeutet, also Mittelsee.
Die drei Seen befinden sich als Kette in der Demnitz-Oelse-Rinne, die sich von Reicherskreuz nach Chossewitz und zum Oelsener See hinzieht und am Ende der Weichselkaltzeit durch Zerfall des Eises auf dem Fünfeichener Höhenkomplex als subglaziäre Rinne angelegt wurde. 

## Natur
Der Rähdensee hat eine Fläche von 12,2 Hektar und eine Sichttiefe von etwa einem Meter. Er ist ein beliebtes Badegewässer und dank des nährstoffärmeren klaren Wassers nur mit wenig Röhricht am Uferrand bewachsen. Hier brüten einzelne Haubentaucherpaare und Stockenten. In den Schwarzspechthöhlen der Umgebung brütet die Schellente, da der Kiefern-Traubeneichen-Wald dicht an das Ufer heranreicht. An den Steilhängen zum Rähdensee, vor allem am Ostufer steigen die Hügel auf etwa 100–110 m ü. NHN an, finden sich Rotbuche, Bestände von Keulenbärlapp und Sprossendem Bärlapp sowie Rundblättriges Wintergrün. Die kleine Seenkette steht als Fauna-Flora-Habitat auf einer Fläche von 219,18 ha unter Schutz. Hier finden auch Fischotter und Große Moosjungfer ihren Lebensraum im Naturpark Schlaubetal.
Der Anglerverein Groß Muckrow arbeitet seit mehreren Jahren mit dem Institut für Binnenfischerei in Potsdam zusammen. Im Rahmen eines mehrjährigen Forschungsprojektes wird untersucht, wie der Aal in unseren Gewässern heranwächst. Der Rähdensee bietet sich dafür besonders gut an, da er mangels Zu- und Abfluss den Aal an der Wanderung hindert und genug Nahrung für ihn bietet. Der See wird regelmäßig von den Anglern mit Besatzfischen versorgt, neben Karpfen und anderen Weißfischen findet sich auch der Hecht.
Das Angeln ist nur mit Berechtigung gestattet.